# Antoinette Uys
Antoinette Uys (* 2. März 1976 in Durban) ist eine südafrikanische Badmintonspielerin. 

## Karriere
Antoinette Uys nahm 2004 im Mixed mit Chris Dednam an Olympia teil. Sie verlor dabei jedoch gleich in Runde eins und wurde somit 17. in der Endabrechnung. 2002 hatten beide bereits die Afrikameisterschaft gewonnen, 2003 die Afrikaspiele. 2001 und 2002 wurden sie südafrikanische Meister.

## Sportliche Erfolge
| Saison | Veranstaltung                 | Disziplin | Platz | Name                          |
| ------ | ----------------------------- | --------- | ----- | ----------------------------- |
| 2001   | Südafrikanische Meisterschaft | Mixed     | 1     | Chris Dednam / Antoinette Uys |
| 2002   | South Africa International    | Mixed     | 1     | Chris Dednam / Antoinette Uys |
| 2002   | Afrikameisterschaft           | Mixed     | 1     | Chris Dednam / Antoinette Uys |
| 2003   | Afrikaspiele                  | Mixed     | 1     | Chris Dednam / Antoinette Uys |